# Équipe de Côte d'Ivoire des moins de 20 ans de football
Maillots
Actualités
L'Équipe de Côte d'Ivoire de football des moins de 20 ans est une sélection des meilleurs jeunes footballeurs ivoiriens constituée sous l'égide de la Fédération ivoirienne de football. L'équipe prend part à la Coupe du monde de football des moins de 20 ans et à la Coupe d'Afrique des nations junior.

## Histoire
L'Équipe de Côte d'Ivoire des moins de 20 ans de football fait partie des premiers nation du monde est d'Afrique à participer à la première Coupe du monde de football des moins de 20 ans 1977

## Parcours

### Parcours enCoupe d'Afrique U-20
- 1979 : Non inscrite
- 1981 : Forfait
- 1983 :  Finaliste
- 1985 :  3e
- 1987 : Quarts-de-finale
- 1989 :  3e
- 1991 :  Finaliste
- 1993 : Non inscrite
- 1995 : Non qualifiée
- 1997 :  3e
- 1999 : Non qualifiée
- 2001 : Non qualifiée
- 2003 :  Finaliste
- 2005 : Phase de groupe
- 2007 : Phase de groupe
- 2009 : Phase de groupe
- 2011 : Non qualifiée
- 2013 : Non qualifiée
- 2015 : 1er tour
- 2017 : Non qualifiée
- 2019 : 2e tour
- 2021 : Troisième Zone Ufoa B
- 2023 : Quatrième Zone Ufoa B
- 2025 : En cours

### Parcours enCoupe du monde U-20
- 1977 : 1er tour
- 1979 : Non qualifiée
- 1981 : Non qualifiée
- 1983 : 1er tour
- 1985 : Non qualifiée
- 1987 : Non qualifiée
- 1989 : Non qualifiée
- 1991 : 1er tour
- 1993 : Non qualifiée
- 1995 : Non qualifiée
- 1997 : 1er tour
- 1999 : Non qualifiée
- 2001 : Non qualifiée
- 2003 : Huitièmes-de-finale
- 2005 : Non qualifiée
- 2007 : Non qualifiée
- 2009 : Non qualifiée
- 2011 : Non qualifiée
- 2013 : Non qualifiée
- 2015 : Non qualifiée
- 2017 : Non qualifiée
- 2019 : Non qualifiée
- 2021 : Non qualifiée
- 2023 : Non qualifiée
- 2025 : En cours

## Palmarès

### Tournois internationaux
- Coupe du monde U-20
  - Huitièmes-de-finale en 2003
- Jeux de la Francophonie
  -  Vainqueur en 2005
  -  Finaliste en 2009 et  2017
- Tournoi de Toulon
  -  Vainqueur en 2010
  -  Finaliste en 2017 et 2024[1]
  -  Troisième en 2007 et 2008

### Tournois Continentaux
- Coupe d'Afrique des nations junior
  -  Finaliste en 1983, en 1991 et en 2003

### Tournois Régionaux
- Tournoi de l'UEMOA
  -  Vainqueur en 2007 et en 2008
- Championnat U-20 Zone B de l'UFOA
  -  Vainqueur en 2023 et 2025
  -  troisième en 2020 et 2024